# Nikolaus Puchník von Černice
Nikolaus Puchník von Černice (tschechisch Mikuláš Puchník z Černic; † 1402 in Poděhusy bei Prachatice Budweiser Kreis) war Kirchenjurist und Rektor der Universität Prag, langjähriger Generalvikar im Erzbistum Prag. An seinem Lebensende wurde er zum Erzbischof von Prag ernannt, konnte jedoch nicht mehr in das Amt eingeführt werden.

## Leben
Nikolaus entstammte einer Adelsfamilie aus dem Gebiet von Horaždovice, war Domherr in Olmütz und Kanoniker von Mělník sowie bis 1385 Pfarrherr von Hartvíkovice. Als Lizentiat des Kirchenrechts (licentiatus in decretis) lehrte er von 1373 bis 1393 an der Prager Universität, deren Rektor er von 1389 bis 1390 war. In dieser Zeit verfasste er das verfahrensrechtliche Nachschlagewerk Processus judiciarius secundum stilum Pragensem.
Daneben bekleidete er ab 1383 das Amt des Generalvikars des Prager Erzbischofs Johann von Jenstein (a. 1378–1396) und war gleichzeitig bis 1394 Offizial des Erzbistums. Seit 1385 war er als Domherr Mitglied des Prager Domkapitels. Von 1391 bis 1396 besaß er die Pfarrstelle von St. Nikolaus in der Prager Altstadt und tauschte diese Pfarrei später gegen die Kanonikate bei St. Georg auf der Prager Burg und am Kollegiatstift St. Peter und Paul in Vyšehrad.
Als Generalvikar wurde er im März 1393 auf Befehl König Wenzel IV. zusammen mit seinem hiernach ertränkten Amtskollegen Johannes von Pomuk verhört und gefoltert und verließ die Stadt. Nach seiner Rückkehr ins Amt im August 1395 blieb er auch unter Johanns Nachfolger Olbram von Škvorec Generalvikar und wurde nach dessen Tod auf Wunsch des Kaisers Sigismund von Luxemburg am 26. Juli 1402 von Papst Bonifaz IX. selbst zum Prager Erzbischof ernannt. Den Amtsantritt erlebte er nicht mehr, da er noch vor der Bischofsweihe verstarb. Er wurde im Veitsdom bestattet.